# 30. november
30. november je 334. dan leta (335. v prestopnih letih) v gregorijanskem koledarju. Ostaja še 31 dni.

## Dogodki
- 1436 – Celjski grofje povzdignjeni v državne kneze
- 1581 – mesto Tounay in Aleksander Farnese skleneta pogodbo o zaščiti ranjencev
- 1782 – Združeno kraljestvo in ZDA na pogajanjih v Parizu sestavita sporazum, s katerim se bo končala ameriška vojna za neodvisnost (podpisan 3. septembra 1783)
- 1936 – Kristalna palača v Londonu je uničena v požaru
- 1939 – ZSSR napade Finsko → zimska vojna
- 1940 – Japonska in Kitajska podpišeta pakt o sodelovanju
- 1962 – U Tant postane generalni sekretar OZN
- 1966 – Barbados postane neodvisna država
- 1967 – Južni Jemen razglasi neodvisnost od Združenega kraljestva
- 1982 – Michael Jackson izda Thriller, najbolje prodajani glasbeni album vseh časov
- 1995 – uradno se konča operacija Puščavski vihar
- 1999 – 
  - z združitvijo podtjetij Exxon in Mobil nastane ExxonMobil, največje naftno podjetje na svetu
  - podjetji British Aerospace in Marconi Electronic Systems se združita v BAE Systems, enega največjih orožarskih podjetij na svetu

## Rojstva
- 1301 – Andrea Corsini, italijanski karmeličan, škof Fiesole, svetnik († 1374)
- 1310 – Friderik II., mejni grof Meissena († 1349)
- 1340 – Ivan Valoiški, francoski princ, vojvoda Berryja in Auvergneja, grof Poitiersa († 1416)
- 1427 – Kazimir IV. Poljski, veliki litovski knez  in poljski kralj († 1492)
- 1466 – Andrea Doria, italijanski vojskovodja, admiral († 1560)
- 1508 – Andrea di Pietro della Gondola - Andrea Palladio, italijanski arhitekt († 1580)
- 1602 – Otto von Guericke, nemški naravoslovec, fizik, pravnik, izumitelj, politik († 1686)
- 1637 – Louis-Sébastien Le Nain de Tillemont, francoski cerkveni zgodovinar († 1698)
- 1667 – Jonathan Swift, irsko-angleški pisatelj († 1745)
- 1670 – John Toland, irsko-britanski filozof († 1722)
- 1744 – Karl Ludwig von Knebel, nemški pesnik († 1834)
- 1793 – Johann Lukas Schönlein, nemški zdravnik († 1864)
- 1810 – Oliver Fisher Winchester, ameriški izdelovalec orožja († 1880)
- 1817 – Theodor Mommsen, nemški zgodovinar, pisatelj († 1903)
- 1823 – Nathanael Pringsheim, nemški botanik († 1894)
- 1835 – Mark Twain, ameriški pisatelj († 1910)
- 1868 – Anton Cestnik, slovenski rimskokatoliški duhovnik, politik († 1947)
- 1869 – Nils Gustaf Dalén, švedski fizik, nobelovec 1912 († 1937)
- 1870 – Frano Supilo, hrvaški nacionalistični politik († 1917)
- 1874 – Winston Churchill, angleški politik, slikar, pisatelj, nobelovec 1953 († 1965)
- 1904 – Clyfford Still, ameriški slikar († 1980)
- 1953 – Marjan Jerman, slovenski novinar († 2020)
- 1958 – Stacey Q, ameriška kantavtorica
- 1967 – Damjan Močnik, slovenski skladatelj, zborovodja, glasbeni pedagog
- 1981 – Andrej Murenc, slovenski dramski igralec
- 1985 – Kaley Cuoco, ameriška filmska igralka

## Smrti
- 811 – Karel Mlajši, kralj Frankov (* 772)
- 1016 – Edmund II., angleški kralj (* 998)
- 1283 – Janez iz Vercellija, general dominikancev (* 1205)
- 1694 – Marcello Malpighi, italijanski zdravnik (* 1628)
- 1717 – Marko Anton Kappus, slovenski jezuit, duhovnik, misijonar v Mehiki (* 1657)
- 1718 – Karel XII., švedski kralj (* 1682)
- 1719 – Jamamoto Cunetomo, japonski samuraj, budistični menih in bušido teoretik (* 1659)
- 1830 – Johann Tobias Mayer, nemški fizik, matematik (* 1752)
- 1840 – Andrej Smole, slovenski zbiratelj ljudskih pesmi, mecen, prevajalec (* 1800)
- 1850 – Germain Henri Hess, švicarsko ruski kemik, zdravnik (* 1802)
- 1892 – Franc Močnik, slovenski matematik (* 1814)
- 1900 – Oscar Wilde, irski pisatelj, pesnik, dramatik (* 1854)
- 1935 – Fernando António Nogueira Pessoa, portugalski pesnik (* 1888)
- 1938 – Corneliu Zelea Codreanu, romunski politik (* 1899)
- 1939 – Béla Kun, madžarski revolucionar (* 1886)
- 1947 – Ernst Lubitsch, nemško-ameriški filmski režiser (* 1892)
- 1951 – Ana Lebar, slovenska pedagoška pisateljica (* 1887)
- 1954 – Gustav Heinrich Ernst Martin Wilhelm Furtwängler, nemški skladatelj, dirigent (* 1886)
- 1955 – Josip Štolcer-Slavenski, hrvaški skladatelj (* 1896)
- 1957 – Beniamino Gigli, italijanski tenorist (* 1890)
- 1970 – Alfonso Caso y Andrade, mehiški arheolog (* 1896)
- 1979 – Laura Gilpin, ameriška fotografinja (* 1891)
- 2013 – Paul Walker, ameriški filmski igralec (* 1973)
- 2018 – George H. W. Bush, ameriški politik (* 1924)

## Prazniki in obredi
- svetovni dan boja proti smrtni kazni
- nekdanja Jugoslavija - dan republike (2. dan)
- goduje apostol Andrej